# بيت دراس

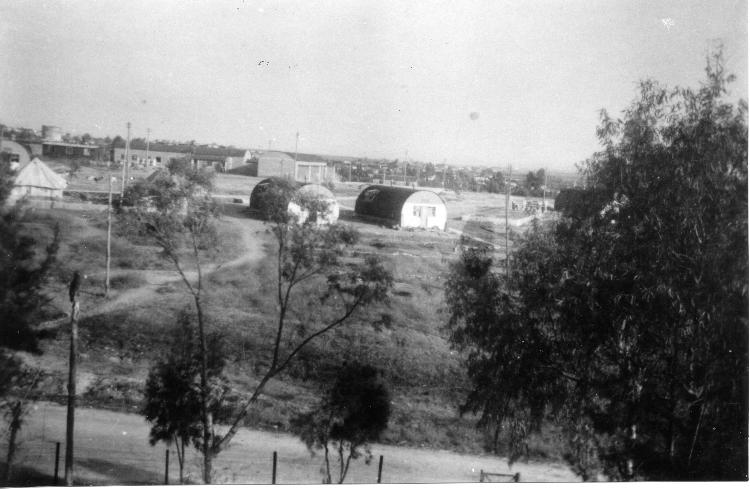
بيت دراس عام 1948

بيت دراس قرية فلسطينية، تقع إلى الشمال الشرقي من مدينة غزة، وتبعد عنها 32كم، وترتفع 50م عن سطح البحر، تبلغ مساحة اراضيها 16357 دونما وتحيط بها اراضي قرى المجدل والسوافير الشمالي والغربي، والبطاني الغربي والبطاني الشرقي، وأسدود، وحمامة.

## معلومات عامة عن القرية

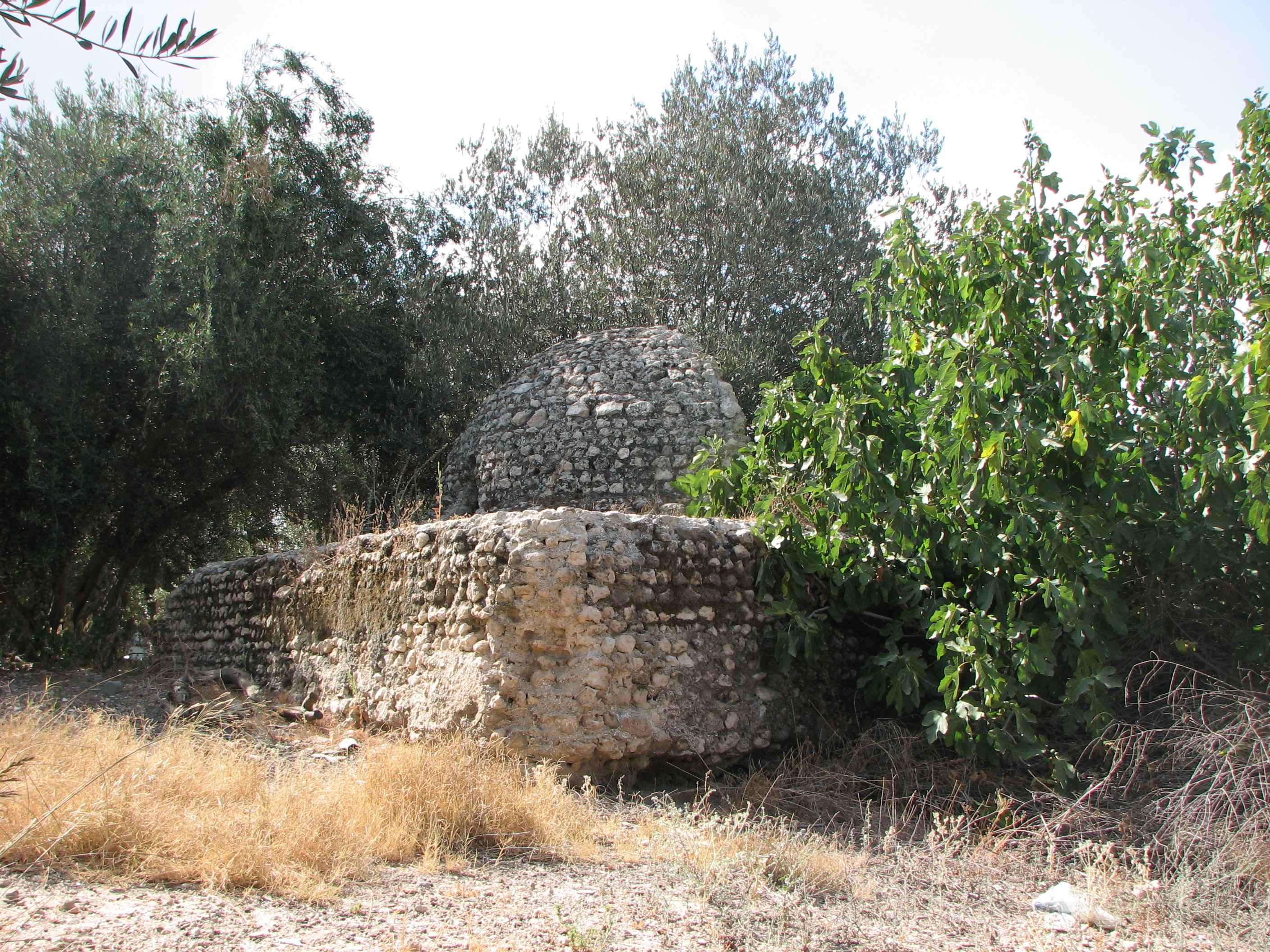
بناء قديم في بيت دراس.

تبلغ مساحة أراضيها 16357 دونما منها 832 مزروعة بالحمضيات، وهي تجاور أراضي المجدل من الجنوب والسوافير من الشرق، وأسدود وحمامة من الغرب والبطاني الغربي والبطاني الشرقي من الشمال. كان أهل القرية يزرعون في أراضيهم الحبوب وأشجار الزيتون والفاكهة، كما اعتنوا بتربية البقر والخيل والإبل والأغنام والدواجن، وكانت عندهم مطحنة آلية لطحن الحبوب.
وكانت لهم علاقات تجارية مع أسدود والمجدل والفالوجة واللد والرملة ويافا وحمامه كما كانت القرية مركزاً ريفياً للقرى المجاورة.
كانت في القرية مدرسة أنشئت عام 1932 م.
وفي بيت دراس مسجدان أحدهما مسجد «الشيخ أبو ياسين» ويخدم آل المقادمة ومن حولهم، والمسجد الكبير ويخدم آل أبو شمالة ومن يجاورهم. وفيها مقام «أبو قفة» ومقام له قبة تسمى قبة بردغة وفي القرية مغارة قديمة طويلة يبلغ طولها نحو كيلومتر واحد وخرب قديمة أثرية فيها دبش وفخار قديم مثل خربة عودة وغياضة وبردغة وفي شمال القرية واد يقطع القرية من الشرق إلى الغرب.
وفي الماضي بنى الصليبيون حصناً على التل المشرف على القرية، أما المماليك (1205-1517) فجعلوا من بيت دراس إحدى محطات البريد بين غزة ودمشق، وبنوا فيها خانا.
كما كان في القرية موقع أثري يضم بعض الأسس الحجرية والغرف معقودة السقوف.
وفي نهاية العهد العثماني وبداية عهد الاستعمار الإنجليزي بني بالقرب منها أحد أقدم مطارات فلسطين والذي حوله اليهود إلى مطار عسكري ويعرف حالياً بمطار هاتزور العسكري.
تاريخياً بني المطار على أراضي تابعة لقرى قسطينة والبطاني الشرقي وياصور.
لم يبق من أبنية القرية اليوم سوى أساس منزل وحيد، وبعض الحطام المتناثر، وتغطي النباتات البرية وبينها الصبار وأشجار الكينا المكان ولا يزال أحد الشوارع القديمة على الأقل ماثلاً للعيان ويزرع سكان المستعمرات الإسرائيلية المجاورة أراضي القرية.

## سكانها
قدر عدد سكان القرية في عام 1922 حوالي (1670) نسمة، وفي عام 1945 (2750)نسمة.

## معنى اسمها
يعني اسمها مكان دراسة الحنطة، فهي تحريف (مدرس) أي: (بيدر) ويدعي بعض الناس أنها نسبة إلى بيت إدريس (النبي) والتي تقع في الشمال الشرقي من غزة على مسافة 46 كيلاً، وترتفع 45 متراً عن سطح البحر، وذكرت باسم (تدارس) في صبح الأعشى.

## التاريخ النضالي للقرية
دافع الأهالي عن قريتهم ببطولة بين 16 آذار - مارس 1948 وحتى 21 أيار - مايو 1948 ضد هجمات لواء غيفعاتي يساعدهم المناضلون من أبناء القرى المجاورة مثل أسدود وحمامة والسوافير والبطاني الغربي والبطاني الشرقي والفالوجة، وفيما يلي أهم المعارك التي خاضها هؤلاء المناضلون دفاعاً عن القرية:
1- نشبت المعركة الأولى في 16 آذار - مارس 1948 وفيها تمكن مناضلو القرية من صد هجوم كبير قامت به الهاجاناه الصهيونية وهدموا قبل انسحابهم منزلين وأصيب المختار حسين عقيل بجرح بالغ كما استشهد ثلاث رجال وامرأة.
2- في 27-28 آذار- مارس 1948 م قامت قوات الهاجاناه الصهيونية بقصف بيت دراس بشكل عشوائي، وأوقع هذا الهجوم تسعة شهداء من سكان القرية كلهم غير مقاتلين.
3- في 16 نيسان - أبريل 1948 م قام اليهود بهجوم استخدموا فيه أربعة مصفحات ثم انسحبوا بعد أن تعرفوا على درجة المقاومة عند الأهالي.
4- في أول أيار - مايو عام 1948 م هاجم اليهود القرية من محورين شرقي وغربي عند الفجر واستخدموا قوات مشاة كبيرة في الهجوم، وركزوا مدافعهم في موضع يسمى نصار وأخذوا من هناك يقصفون القرية من الشرق بينما زحف المشاة من الغرب فاحتلوا المدرسة وتقدموا تحت غطاء قصف مدافع «البرن» و«المورتر» وقاوم المناضلون بجرأة وثبات حتى استعادوا المدرسة وهب لنجدتهم رجال أشداء قدموا من أسدود وحمامة والسوافير والبطاني الغربي والبطاني الشرقي وإذ ذاك تقدمت القوات البريطانية وفصلت بين الطرفين وقيل أن اليهود خسروا في هذه المعركة 175 قتيلاً وللعلم فقد بنت إسرائيل نصباً تذكارياً لقتلاها في هذه المعركة قرب مكان المعركة لأهميتها وللعدد الكبير من الجنود اليهود الذين سقطوا فيها، بينما فقد العرب 8 شهداء و22 جريحاً وتعتبر هذه المعركة أكبر معارك ديار غزة قبل دخول الجيوش العربية.
ويذكر أيضاً مشاركة عدد كبير من الرجال من القرى المجاورة منهم من قرية حمامة في تلك المعركة الحامية مثل محمد طبيش صقر، فارس شحادة صقر، محمود الجعيدي، محمد حسين، إسماعيل النجار، صبحي عبد الباري، محمود الحاج مقداد، محمد إسماعيل مقداد، مصطفى القرم، عبد الوهاب الفار، حسن الزهار، محمد إبراهيم أبو ريالة، محمود إبراهيم أبو ريالة، إبراهيم عوض الله، حسن الندى أبو سلطان، محمد شحادة شامية، خليل المحروق أبو سلطان، عثمان أبو سلطان. وقد جرح من أبناء حمامه في تلك المعركة اثنان هما، محمود إبراهيم أبو ريالة، محمود الجعيدي صقر.
واصيب مع المختار حسين عقيل ابنه عبد الرحمن.
5- وفي 21 أيار- مايو عام 1948 هاجم اليهود هذه القرية بقوات كبيرة تدعمها المصفحات وطوقوا القرية من جهاتها الأربع لمنع وصول إمدادات إليها وترافق الهجوم مع قصف مدفعي عنيف وزحف المشاة عليها من الغرب والجنوب، وبناء على شدة الهجوم والقصف فقد طلب مقاتلو القرية من النساء والأطفال والشيوخ مغادرة القرية بهدف تخفيف الخسائر بين العزل، وتحرك هؤلاء عبر الجانب الجنوبي من القرية، ولم يكونوا على علم بأن القرية مطوقة من مختلف الجهات، لذلك فما أن بلغوا مشارف القرية الخارجية حتى أمطرهم الصهاينة بالنيران، رغم كونهم نساء وأطفالاً وشيوخاً عزل، وسقط في مذبحة بيت دراس حوالي (260) شهيداً.
وأحرق اليهود بيادر القرية ونسفوا عدداً كبيراً من بيوت القرية وأبلى البدارسة بلاء اًحسنا، رغم عدم تمكن القرى المجاورة من إمدادهم، بسبب تطويق القرية، كما قيل أن القوات الصهيونية التي هاجمت القرية من الغرب كانت ترفع العلم العربي فانخدع بها مقاتلو القرية وظنوها إمدادات عربية لكنها ضربتهم حين اقتربت منهم، وقد نفذت القوات الصهيونية مذبحة انتقامية في القرية بعد احتلالها حيث جمع عدد من سكان القرية في مسجد القرية وأعدموا ميدانياً.
بعد احتلال القرية بدأ سكان بيت دراس ينزحون عن قريتهم إلى أسدود وحمامة.
كما سببت سيطرة اليهود على قرية بيت دراس والمجزرة التي نفذت في القرية بعد احتلالها حالة من الخوف في القرى المحيطة ببيت دراس مثل قرى البطاني الغربي والشرقي والسوافير وجولس مما تسبب في ترك سكانها لقراهم خوفاً من مجازر مشابهة.

## فدائيو بيت دراس
ومن مشاهير مجاهديها الشهيد نواف محمود بارود ابن مختار البلدة، وعبد اللطيف أبو الكاس (1926 ـ 1956م) الذي شارك في الدفاع عن بلدته، وبقي يعمل فيما بعد فدائياً حتى استشهد سنة 1956م خلال هجوم اليهود على خان يونس خلال العدوان الثلاثي. ومن أبنائها اليوم الشاعر عبد الرحمن بارود مؤسس الجماعة الإسلامية داخل السجون الصهيونية والشيخ جبر عمار أبو علي والشهيد إبراهيم المقادمة والشهيد حسن منصور والشهيد حسن زهد والشهيد صلاح طلب نصار المقادمة والشهيد اكرم منسي نصار المقادمة والشهيد زاهر نصار المقادمة والشهيد صلاح نصار المقادمة والشهيد ياسين نصار المقادمة والشهيد اكرم نصار المقادمة والشهيد فادي نصار المقادمة والشهيد باسل خليل اليازوري المفادمة والشهيد أحمد خليل اليازوري المفادمة والشهيد العقيد راجح بارود والشهيد المقاوم مؤمن بارود والشهيد أحمد دياب الحداد المقادمة والشهيد جميل وادي المقادمة، وفي عام 1969 استشهد عبد الرحيم محمد يوسف الحداد في مزارع الموز في اريحا أثناء قيامه مع مجموعة من الفدائيين بعملية استشهدوا على اثرها. ومن الشهداء الذين صدوا العدوان الصهيونى عن قرية بيت دارس ودافعوا عنها بباسلة وعزيمة صلبة الشهيد على عبد الله عمار، وفي معارك بيت دراس عام 1948 استشهد عدد كبير من اهالي بيت دراس تم ذكر بعض اسمائهم سابقا واصيب عدد اخر عرف منهم المصاب سعيد محمد يوسف الحداد والدى اصيب بجوار مدرسة بيت دراس، ومن أهل بيت دراس أيضا الشهيد حسين خالد يوسف سعد وهو من أقوى رجال بيت دراس توفي سنة 1922 واشتهر بهجماته على اليهود وقتله واحد اسمه جيليو سيزر.

## مذبحة بيت دراس
شمال شرق غزه 21/05/1948 وصلت قوة صهيونية معززة بالمصفحات، إلى قرية بيت دراس وطوقتها لمنع وصول النجدات إليها، ثم بدأت تقصفها بنيران المدفعية والهاونات بغزارة كبيرة، فشعر أهل القرية. بحرج الموقف وقرروا الصمود والدفاع عن منازلهم مهما كلف الأمر، لذلك فقد طلبوا من النساء والأطفال والشيوخ مغادرة القرية بهدف تخفيف الخسائر بين العزل، وتحرك هؤلاء عبر الجانب الجنوبي من القرية، ولم يكونوا على علم بأن القرية مطوقة من مختلف الجهات، لذلك فما أن بلغوا مشارف القرية الخارجية حتى تصدى لهم الصهاينة بالنيران، رغم كونهم نساء وأطفالاً وشيوخاً عزل، وكانت حصيلة المواجهة260 شهيداً.

## المستعمرات المقامة على أراضي القرية
دمر اليهود قرية بيت دراس في 11/ 6/ 1948.
وفي عام 1950 أقامت إسرائيل ثلاث مستعمرات على أراضي القرية، هي «عزريكام»، و«إمونيم» و«غفعاتي» وفيما بعد في الخمسينيات أيضاً أقيمت مزرعة باسم «زموروت» في موقع «خربة عودة»، التي كانت على أراضي بيت دراس.